# Monique Jérôme-Forget
Pour les articles homonymes, voir Forget.
Monique Jérôme-Forget, née le 8 août 1940 à Montréal, est une femme politique québécoise. Elle a été députée libérale de Marguerite-Bourgeoys à l'Assemblée nationale du Québec de 1998 à 2009. Elle a occupé différents postes de ministre au sein du gouvernement Charest notamment ceux de ministre des Finances (2007-2009) et de présidente du Conseil du Trésor (2003-2008). En raison de son idéologie néo-libérale et de son fort tempérament, elle est souvent appelée dans les médias la Dame de fer, en référence au surnom donné à Margaret Thatcher.
Monique Jérôme-Forget, mère de deux enfants, est l'épouse de Claude Forget, ancien député libéral provincial dans Saint-Laurent et ministre dans le gouvernement de Robert Bourassa.
Elle est récipiendaire, en 2005, de la Médaille de l'Assemblée nationale.

## Biographie
(mai 2009).
Si vous disposez d'ouvrages ou d'articles de référence ou si vous connaissez des sites web de qualité traitant du thème abordé ici, merci de compléter l'article en donnant les références utiles à sa vérifiabilité et en les liant à la section « Notes et références ».

### Formation académique
Née à Montréal en 1940, elle étudie l'économie à l'Université de Londres, l'histoire à l'Université Johns-Hopkins et les sciences politiques à l'Université de Montréal puis la psychologie à l'Université McGill, où elle obtient un doctorat en 1976.

### Carrière professionnelle
En 1977, elle devient psychologue clinique à l'hôpital Royal Victoria. Par la suite, de 1979 à 1982, elle devient directrice des services professionnels dans un centre local de services communautaires du centre-ville de Montréal.
De 1972 à 1985, elle est sous-ministre adjointe pour la planification des politiques au sein du ministère de la Santé nationale et du Bien-être social. En 1985-1986, elle devient vice-rectrice aux Finances et à la Recherche institutionnelle à l'Université Concordia à Montréal.
De 1986 à 1990, elle est présidente du Conseil et directrice générale de la Commission sur la santé et la sécurité du travail (CSST) et également présidente du conseil de l'Institut de recherches en santé et sécurité du travail. De 1991 à 1998, elle est présidente et directrice générale de l’Institut de recherche en politiques publiques (IRPP).

### Engagement communautaire
Monique Jérôme-Forget s'est engagée dans plusieurs organisations sans but lucratif, devenant tour à tour présidente de la Fondation Marie-Vincent, membre du conseil médical du Canada, de l'Institut d'études canadiennes de l'Université McGill, de l'Institut sur les relations intergouvernementales de l'Université Queens, de la Société d'investissement jeunesse, du Conseil canadien sur le développement social, de l'Orchestre symphonique de Montréal, de la Cinémathèque québécoise. Elle fut également la représentante du Canada sur la Commission internationale sur les accidents du travail.

### Carrière politique
Élue députée pour la circonscription de Marguerite-Bourgeoys lors de l'élection de 1998, elle devient la porte-parole de l'Opposition officielle en matière de finances.

### Premier mandat au gouvernement
À la suite de l'élection de 2003, le Parti libéral prend le pouvoir et Monique Jérôme-Forget est nommée à la présidence du Conseil du Trésor. Elle devient aussi la responsable de l'Administration gouvernementale et responsable de la région de Montréal. Elle devient ainsi l'une des ministres les plus importantes du gouvernement dirigé par le premier ministre Jean Charest.
Comme ministre de l'Administration publique, elle décrète les conditions de travail d'un demi-million d'employés du secteur public et parapublic pour les six prochaines années et résolut la parité salariale afin d'en faire bénéficier 400 000 personnes, en majorité des femmes. À titre de présidente du Conseil du Trésor, elle travaille à maintenir la croissance nominale des dépenses publiques à moins de 5 %. Selon l'Institut C.D. Howe, le gouvernement du Québec a été le gouvernement au Canada ayant eu la plus faible croissance de son secteur public. Durant cette période, la cote de crédit de la province de Québec fut augmentée à trois reprises.
Elle mit également sur pied un programme d'infrastructures de 41 milliards de dollars pour la première tranche de cinq ans[réf. nécessaire]. Elle a aussi introduit au Québec le concept de partenariat public-privé. Pour en assurer l'application, elle créa une agence qui se mérita deux prix internationaux pour l'excellence de son travail.[réf. nécessaire] La décision de recourir aux partenariats public-privé a été l'objet d'un débat important au Québec durant cette période. Quelques années après le départ de Jérôme-Forget du gouvernement Charest, l'agence qu'elle avait créée a été abolie.

### Deuxième mandat: ministre des Finances
Elle est, sans surprise, réélue dans sa circonscription de Marguerite-Bourgeoys lors de l'élection de 2007. Lors de la formation du Conseil des ministres le 18 avril 2007, elle est nommée ministre des Finances et continuera à occuper le poste de présidente du Conseil du Trésor. Le cumul de ses deux fonctions, chose n'ayant pas été observée depuis Jacques Parizeau en 1976, lui présente des défis importants. Elle est aussi nommée ministre des Services gouvernementaux.
Son premier budget, pour 2007-2008, propose une baisse de l'impôt sur le revenu des particuliers pour un montant de 700 millions de dollars. Il comprend également l'amorce d'une élimination graduelle de la taxe sur le capital des entreprises, tout en maintenant le rythme de croisière des augmentations des budgets de la Santé et de l'Éducation. Ces actions avaient pour but de donner suite à des engagements de la campagne de ramener le fardeau fiscal des Québécois à un niveau plus raisonnable en comparaison avec les autres provinces canadiennes. Durant l'année 2007-2008, elle a supervisé la négociation de « L'Accord de Montréal » afin de résorber la crise provoquée par les papiers commerciaux adossés à des actifs.
Les partis d'opposition à l'Assemblée nationale du Québec, le Parti québécois et l'Action démocratique du Québec signalent qu'ils voteront contre le budget, ce qui promet de rendre impossible l'adoption du budget et de précipiter une nouvelle élection générale. Toutefois, lors du vote, seuls trois membres du Parti québécois participent au vote manifestant que le PQ ne veut pas provoquer de telles élections.

### Quatrième mandat
Elle est réélue pour une quatrième fois aux élections de 2008. À sa demande, elle laisse la présidence du Conseil du Trésor ainsi que le portefeuille des services gouvernementaux. Elle conserve toutefois la responsabilité pour le programme d'infrastructure.
La crise mondiale du crédit s'était aggravée au cours de la période 2007-2008. À cela s'ajoutât en octobre 2008 un effondrement boursier à travers le monde. Dans les derniers mois de 2008, elle joue un rôle clé dans l'émergence d'un plan de garantie aux détenteurs de papiers commerciaux adossés à des actifs établi de concert avec les gouvernements de l'Alberta, de l'Ontario et le gouvernement fédéral. Cette crise financière n'avait jusqu'alors eu qu'un impact modéré sur l'économie du Québec. Cela cependant devait bientôt changer.
Son troisième budget, présenté le 14 mars 2009, marque un point tournant en s'écartant d'une politique d'équilibre budgétaire pour afficher un déficit de 3,9 milliards de dollars, une situation que le contexte économique rend à la fois inévitable et souhaitable afin de soutenir la demande globale de biens et services dans l'économie. Elle annonce dans ce budget et dans l'énoncé économique qui le précède de quelques semaines plusieurs mesures visant à stimuler l'économie tels le programme REA-II ainsi qu'un financement additionnel de un milliard de dollars chacun pour la Société générale de financement et pour Investissement Québec. Ce budget anticipe un retour à l'équilibre sur les quatre années suivantes et annonce comme mesure partielle de redressement une augmentation de la taxe de vente provinciale de 1 % le premier janvier 2011 ainsi que l'indexation des charges et contributions pour services gouvernementaux à compter de la même date. Cependant, elle indique clairement que d'autres mesures seront nécessaires pour retourner à un budget équilibré.
Au début de février, la Caisse de dépôt et placement du Québec fait l'annonce officielle d'une perte de près de quarante milliards de dollars. Ce sont les pires résultats de son histoire. Ces résultats et même leur anticipation compte tenu de la chute dramatique des cours boursiers durant les mois précédents engendrent force débats et questionnements au sujet de la qualité de la gestion des risques à la Caisse, la nature de ses objectifs et la compétence de ses gestionnaires. Ces événements sont accompagnés de multiples changements au niveau du Conseil d'administration, de la présidence du Conseil et de la direction générale.
Une controverse fédérale-provinciale éclate à la suite de la décision de l'Ontario d'harmoniser sa taxe de vente provinciale à la taxe fédérale sur les produits et services. À cette occasion, le gouvernement fédéral octroie à l'Ontario une somme de quatre milliards de dollars en compensation. En réaction, la ministre, au nom du gouvernement du Québec, réclame une compensation analogue pour une harmonisation intervenue plusieurs années plus tôt, le montant en jeu s'élève à 2,6 milliards de dollars.
Le 8 avril 2009, elle remet sa démission comme députée et comme ministre.

## Idéologie
Contrairement au projet du Parti libéral lors de l’élection de 2003, Monique Jérôme-Forget s’était exprimée en faveur des fusions municipales.
Son discours pour une social-démocratie plus libérale inspirée du modèle travailliste du premier ministre britannique Tony Blair (partenariat public-privé, abolition d'organismes gouvernementaux, non-remplacement d'un fonctionnaire partant à la retraite sur deux, intensification du travail porté sur la e-gouvernance, etc.), lui font valoir dans les médias le surnom de la Dame de fer, en référence au surnom donné à Margaret Thatcher.
Pendant qu'elle était ministre des Finances et présidente du Conseil du Trésor du Québec, Monique Jérôme-Forget affirmait haut et fort que sa «sacoche était pleine» ou qu'elle était «proche de sa sacoche», impliquant une gestion rigoureuse des fonds publics, et inférant qu'elle cachait quelques réserves dans ses budgets annuels qui étaient utiles pour lui permettre de maintenir un surplus budgétaire même si le Québec manquait à atteindre ses prédictions de croissance économique positive chaque année. Cette fameuse « sacoche » était souvent utilisée comme un symbole dans la vie politique québécoise, autant du côté du gouvernement pour refléter un austérité fiscale ou une gestion rigoureuse financière, que par les représentants syndicaux qui s'y référaient souvent pour justifier l'existence de fonds qui pourraient servir à rencontrer leurs exigences salariales.

## Héritage
Monique Jérôme-Forget a été grandement associée au projet de réingénierie de l’État mené dans les premières années du gouvernement Charest. Elle a accordé une grande importance dans un ménage des finances publiques passant notamment par la diminution des crédits d’impôts et subventions et dans la diminution de l’ensemble des dépenses du gouvernement. À la fin de 2003, elle entreprend au nom du gouvernement un examen de l’ensemble des programmes gouvernementaux afin de rationaliser les dépenses publiques,. Cet examen culminera avec le lancement en mai 2004 de son plan de réingénierie de l’État. Outre quelques réformes administratives, ce plan sera marqué par l’annonce par le gouvernement qu’un fonctionnaire sur deux partant à la retraite ne serait pas remplacé.
En juin 2004, alors qu’elle était présidente du Conseil du Trésor, elle publie une politique gouvernementale visant à généraliser l’utilisation des partenariats public-privé (PPP) dans les services publics,. Cette politique mène à l’adoption d’un projet de loi en décembre 2004 sur la création de l’Agence des partenariats public-privé du Québec. Monique Jérôme-Forget passera plusieurs années à la tête du Conseil du Trésor à défendre l’utilisation des PPP.
Les cas récents du CHUM et du CUSM font cependant douter certains du bon escient des PPP,.

### Controverse
Pendant qu'il était leader syndical de la Fédération des médecins spécialistes du Québec (FMSQ), Gaétan Barrette a acheté une «sacoche» qui appartenait à Monique Jérôme-Forget pour la somme de 5000 $ dans le cadre de la Guignolée des médias. Ce fut un brillant succès de relations publiques, parce que le sacoche symbolisait la «rigueur dans la gestion des deniers publics» et la présence des fonds nécessaires pour justifier la fiscalité qui justifie la hausse des salaires des médecins spécialistes. Dans son autobiographie qui est sortie peu après, Monique Jérôme-Forget a affirmé que «maintenant qu’il est aux commandes de l’un des ministères les plus importants, j’espère que cette sage sacoche l’inspirera afin de modérer les ardeurs des fédérations de médecins». Or, cette acquisition a été faite au nom de la FMSQ et avec les cotisations de ses membres, donc lorsque Gaétan Barrette a été élu et devenu ministre de la Santé pour le parti libéral du Québec, il a du laisser la sacoche dans les locaux de la présidente la Fédération des médecins spécialistes du Québec (FMSQ).
À l'automne 2016, le nom de Monique Jérôme-Forget est associé à une fraude présumée qui aurait eu lieu sous sa gouverne à la Société immobilière du Québec (SIQ).
Elle tient des propos choquants alors que certains critiquent son inaction et invoquent son incompétence,.

## Distinctions et prix
Décorée de l'Ordre national du Québec en juin 2013 et de l'Ordre du Canada le 18 novembre 2015.

## Citations
- « L'idée d'un partenariat public-privé, c'est précisément pour éviter les dépassements de coûts qu'on a eus au fil des ans, les expériences malheureuses qu'on a, je dirais, toutes les semaines, au Conseil du Trésor, avec des dépassements de coûts. » (4 juin 2003)

- Sincèrement, ça ne m'intéressait pas. Peut-être que ça aurait dû m'intéresser. Moi, Monique Jérôme Forget, la SIQ ne m'intéressait pas. C'est pas assez prestigieux. Ça n'a pas d'envergure. Aller m'intéresser aux édifices du gouvernement. Voyons. Zéro intérêt. C'est une gang de pas bons là-dedans! C'est pas prestigieux.

## Publications
- Monique Jérôme-Forget et Claude E. Forget, Qui est maître à bord ? Projet de réforme du système de santé canadien, Montréal, Institut de recherche en politiques publique, 1999, 157 p. (ISBN 978-0-88645-183-7, lire en ligne).
- (en) Joshua M. Wiener, Monique Jérôme-Forget et Joseph White, Health care reform through internal markets : experience and proposals, Montréal, Institut de recherche en politiques publique, 1995, 226 p. (ISBN 0-88645-149-3).
- Les femmes au secours de l'économie : pour en finir avec le plafond de verre, en 2012.